# Lavoisiera mucorifera
Lavoisiera mucorifera är en tvåhjärtbladig växtart som beskrevs av Dc.. Lavoisiera mucorifera ingår i släktet Lavoisiera och familjen Melastomataceae. Inga underarter finns listade i Catalogue of Life.